# Opolski Festiwal Skoków 2015
X Opolski Festiwal Skoków – 10. edycja zawodów lekkoatletycznych, która odbyła się 31 maja 2015 roku na Stadionie im. Opolskich Olimpijczyków w Opolu. Zawodnicy brali udział w konkurencji skoku wzwyż.

## Wyniki
| Konkurencja         | 1. miejsce       | Wynik  | 2. miejsce         | Wynik  | 3. miejsce         | Wynik  |
| Skok wzwyż mężczyzn | Wojciech Theiner | 2,26 m | Andrij Kowaljow    | 2,22 m | Sylwester Bednarek | 2,22 m |
| Skok wzwyż kobiet   | Marija Kuczina   | 1,91 m | Justyna Kasprzycka | 1,88 m | Oldřiška Marešová  | 1,84 m |